# Ärten (Nås socken, Dalarna)
Ärten är en sjö i Vansbro kommun i Dalarna och ingår i Dalälvens huvudavrinningsområde. Sjön har en area på 0,344 kvadratkilometer och ligger 302,2 meter över havet.

## Delavrinningsområde
Ärten ingår i det delavrinningsområde (668911-142735) som SMHI kallar för Utloppet av Grycken. Medelhöjden är 299 meter över havet och ytan är 21,45 kvadratkilometer. Räknas de 18 avrinningsområdena uppströms in blir den ackumulerade arean 178,1 kvadratkilometer. Noret (Kölaråsälven) som avvattnar avrinningsområdet har biflödesordning 3, vilket innebär att vattnet flödar genom totalt 3 vattendrag innan det når havet efter 305 kilometer. Avrinningsområdet består mestadels av skog (62 procent). Avrinningsområdet har 4,46 kvadratkilometer vattenytor vilket ger det en sjöprocent på 20,8 procent.